# Факультеты Университета ИТМО

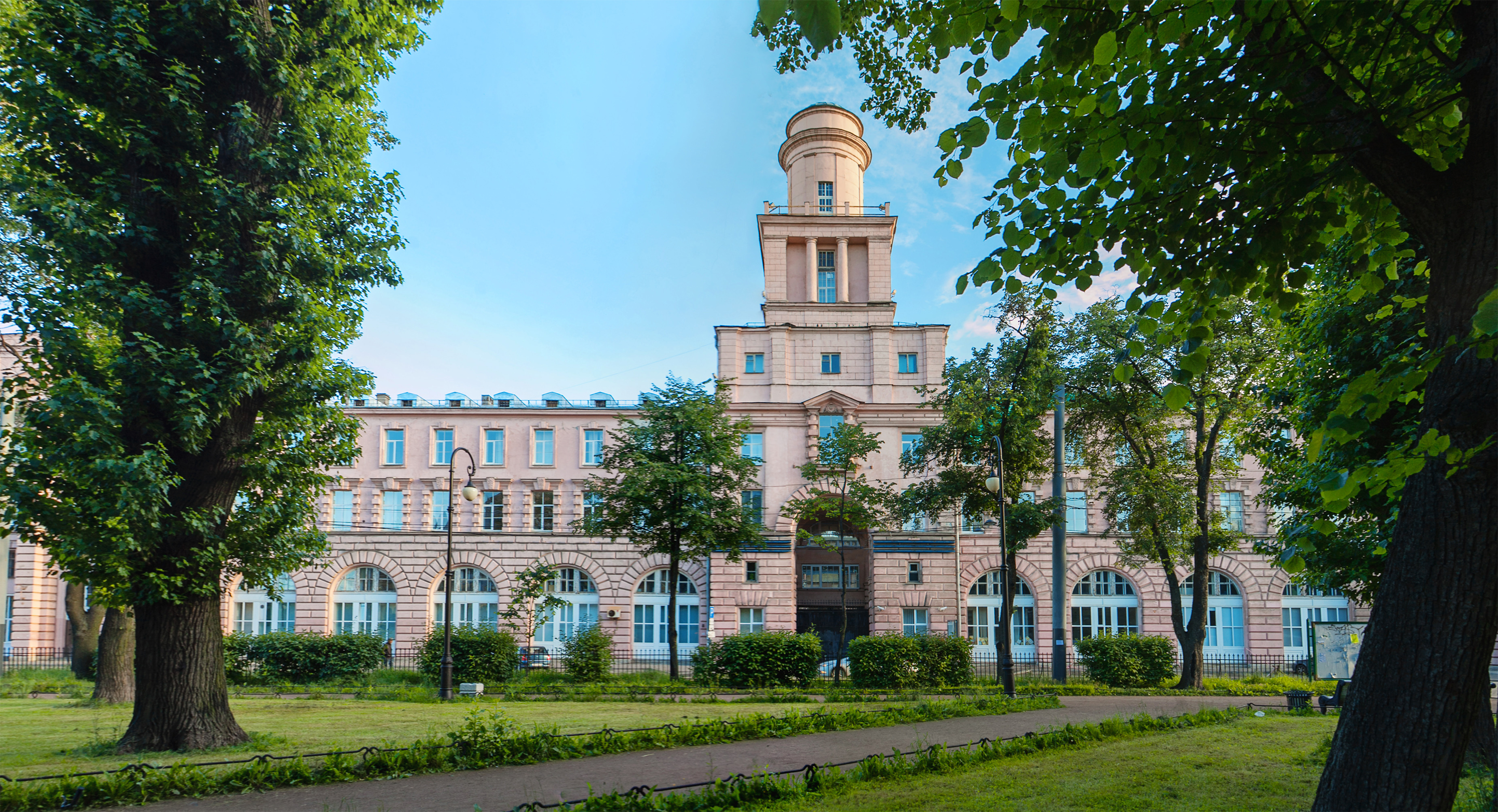
Главный корпус Университета ИТМО на Кронверкском проспекте, 49

В структуру Университета ИТМО на начало 2018 года входит четыре «стратегических академических единицы» — крупные направления, названные мегафакультетами, в которые входит в общей сложности 13 факультетов и одна самостоятельная кафедра, также помимо этого семь самостоятельных факультетов.

## История факультетов

### Становление ЛИТМО
История университета начинается с 28 февраля 1900 года, когда Государственный совет Российской империи вынес решение об учреждении Механико-оптического и часового отделения в составе Ремесленного училища цесаревича Николая. Решение было утверждено Николаем II и вступило в законную силу с 13 марта (26 марта) 1900 года. В отделении обучали по двум направлениям — механико-оптическому и часовому. После Октябрьской революции в 1917 году отделение стало самостоятельным Петроградским техническим училищем по механико-оптическому и часовому делу. Через три года основные классы училища выделились в Петроградский (Ленинградский) техникум точной механики и оптики, ему было выделено здание бывшего Заёмного банка в Демидовом переулке.
В 1930 году техникум был переобразован в Ленинградский учебный комбинат точной механики и оптики, а через три года от него отделился Ленинградский институт точной механики и оптики (ЛИТМО). Вечернее обучение было организовано ещё при комбинате — туда приняли 100 студентов, кроме него появились общеинженерные дисциплины: курсы точной механики, теория оптических приборов, технология точного приборостроения и другие. В 1930 году в комбинате было два факультета: точной механики и оптико-механический. В следующем году сформировался счётно-измерительный, а оптико-механический был переименован в оптический. В это же время появилась военная подготовка. В 1933 году в ЛИТМО осталось снова два факультета: оптико-механический (ему вернули старое название) и факультет точной механики. Через год при кафедре технологии оптического стекла открылась первая научно-исследовательская лаборатория, а в апреле 1935-го — научно-исследовательский институт. В 1937 в ЛИТМО было три факультета: точной механики, оптико-механический и общетехнический.

### От войны до 1990-х
Профиль института устоялся в 1940-е годы: он приобрёл характер политехнического приборостроительного вуза. В сентябре 1945-го в ЛИТМО открыли электроприборостроительный факультет, с 1952 года он стал радиотехническим. На факультете готовили промышленных инженеров, способными разрабатывать радиолокационную технику. Специалистов похожего профиля в то же время выпускал Ленинградский электротехнический институт, но в ЛИТМО был конструкторский уклон обучения. В 1960-е никто открыто не упоминал названия радиотехнических специальностей, соответствующие кафедры имели номера 11 и 76. Студенты, окончившие номерные кафедры, получали квалификацию инженеров-радиомехаников и в основном направлялись на закрытые предприятия радиотехнической промышленности. Подготовка специалистов была затруднительна из-за отсутствия учебной литературы, монографии отечественных авторов носили закрытый характер. Основную часть студентов составляли девушки, вернувшиеся с фронта, пережившие блокаду или приехавшие из сибирских сёл и городков близ Черепаново вместе с реэвакуированным институтом. В сентябре 1945-го на радиотехнических кафедрах было только два преподавателя — С. И. Зилитинчевич и Ф. Ф. Шарлай, а к концу осеннего семестра преподавательский состав вырос до 21, к осени 1946-го было уже 30 человек.
Номерные кафдры 11 и 79 были реорганизованы в 1957 году, а на их базе создали кафедры радиопередающих устройств и радиолокационных приборов и устройств (вторая была позже перепрофилирована и переименована, стала готовить специалистов по модульной и микроэлектронной аппаратуре). Крупными проектами радиотехнического факультета стали разработка действующего макета подводной установки СТУ-1 (1958—1959), создание макета приёмопередающей быстродействующей фототелеграфной аппаратуры с плоскостной разверткой, работой руководил научной работой профессор Михаил Русинов. К концу 1960-х был списан практически весь радиолокационный парк, закрыта лаборатория телевидения, средств выделялось мало. В результате в 1970 году радиотехнический факультет был ликвидирован, но в 1972 год на его базе появился новый — оптико-электронного приборостроения.
Весной 1946 при поддержке академика Сергея Вавилова открылся инженерно-физический факультет (ИФФ), он проработал до 1955 года. ИФФ возобновил свою работу в 1976-м в результате реорганизации двух факультетов: радиотехнического и оптико-электронного приборостроения.
В 1952 году институт получил основное здание на Кронверкском проспекте на Петроградской стороне. Через десять лет после этого был основан факультет вычислительной техники.
Развитие гуманитарного образования началось в ЛИТМО с 1930-х, когда появилась кафедра общественных наук, первым заведующим которой был профессор К. С. Жарновецкий, активный участник гражданской войны, член ВКП(б). В 1932 году была открыта кафедра политэкономии, которую возглавил И. И. Макушинский: в те времена большинство преподавателей были членами партийных организаций, а большинство студентов — комсомольцами. В институте всегда преподавался английский и немецкий язык, в послевоенное десятилетие — французский. Гуманитарный факультет (ГФ) появился в ЛИТМО в начале 1990-х, одним из инициаторов стал декан факультета повышения квалификации преподавателей Михаил Потеев. Факультет создавался со сложностями и спорами, многие преподаватели были против, некоторые кафедры выступали за сохранение методик обучения. Кафедры иностранных языков и физвоспитания и спорта категорически отказались входить в ГФ, поэтому ещё год числились на факультете точной механики и вычислительной техники. Первым деканом ГФ стал А. В. Кириллов. Обучение на факультете было основано на принципе элективных курсов с обязательной суммой зачётных (переходных) баллов, не подлежали свободному выбору только дисциплины в первом семестре.
Знаменитые выпускники кафедры физического воспитания и спорта: спринтер Лев Каляев, серебряный призёр Олимпийских игр в Хельсинки 1952 года и чемпионка по прыжкам в длину Валентина Шапрунова, спринтер и чемпион СССР Сергей Шиленков, призёр первенства страны по многоборью ГТО Александра Викулова, участник матча СССР-США 1975 года Борис Назаренко. А абсолютная чемпионка мира и победительница двух Олимпиад по спортивной гимнастике Тамара Манина была студенткой факультета точной механики.

### 1990-е — начало 2000-х
В 1991 году на базе факультета точной механики и вычислительной техники был создан факультет компьютерных технологий и управления. В 2015-м он стал основой для создания пилотного одноимённого мегафакультета организованного в рамках Проекта 5-100. В 1994-м открылся естественнонаучный факультет, в 1998-м — факультет оптико-информационных систем и технологий (ФОИСТ). В этом же году к университету присоединился Санкт-Петербургский приборостроительный техникум, на базе которого в 2003 году был создан факультет среднего профессионального образования, в него в феврале 2008-го вошёл Санкт-Петербургский колледж морского приборостроения.
В 2000-м из факультета компьютерных технологий и управления выделился факультет информационных технологий и программирования, в 2002 году создали факультет фотоники и оптоинформатики. В 2005-м сформирован факультет послевузовского профессионального образования, а годом позже — факультет профориентации и довузовской подготовки. В 2006 к ИТМО присоединилась Академия ЛИМТУ, ставшая факультетом, а к ней определили Центр дистанционного обучения, открытый ещё в 1999-м. В 2007-м в состав ИТМО вошёл Институт международного бизнеса и права (в настоящее время — факультет «ИМБИП»). В 2010-м создали факультет телекоммуникационных систем, а годом позже переименовали в факультет инфокоммуникационных технологий.

### Влияние Проекта 5-100
Государственная программа поддержки крупнейших российских вузов Проект 5-100 был запущен Минобрнауки в 2012 году. Университет ИТМО получает финансирование в рамках этой программы на конкурсной основе с 20 другими вузами. Задача вуза-участника — попасть в сотню трёх престижных мировых рейтингов (Quacquarelli Symonds, Times Higher Education и Academic Ranking of World Universities). Университеты готовят «дорожную карту» развития и представляют её реализацию совету проекта, карта должна включать определённые достижения по ключевым показателям.
Одним из этапов реализации «дорожной карты» Университета ИТМО стала реорганизация университета. В 2014-м были созданы новые факультеты: Институт дизайна и урбанистики и Институт трансляционной медицины. В августе 2011 года ещё в состав НИУ ИТМО вошёл Санкт-Петербургский государственный университет низкотемпературных и пищевых технологий как Институт холода и биотехнологий, включавший в себя несколько факультетов, а в 2015-м из них было сформировано два — факультет холодильной, криогенной техники и кондиционирования и факультет пищевых биотехнологий и инженерии. В сентябре того же 2015-го ИФФ и ФОИСТ были объединены в факультет лазерной и световой инженерии (ЛиСИ), а на базе ГФ, одного из факультетов Института холода и биотехнологий, а также магистерского корпоративного факультета был образован новый факультет технологического менеджмента и инноваций.
В 2016 году университет объявил о глобальной оптимизации структуры: планировалось создать четыре «стратегических академических единицы» под названием мегафакультеты. Подразумевается, что более крупные подразделения (меганаправления), объединяющие основные направления обучения, обладают большей автономностью и гибкостью, чтобы развиваться и вводить дисциплины по последним требованиям рынка. Мегафакультеты самостоятельно отвечают за распределение бюджета из Проекта 5-100 между своими институтами. Также они взаимодействуют с организациями, созданными в рамках Национальной технологической инициативы. Другие вузы-участники проекта также используют систему оптимизации, называя направления институтами, школами, консорциумами.
В 24 ноября 2015 года решением Учёного совета университета на базе факультета компьютерных технологий и управления был создан первый одоимённый мегафакультет, его директором стал Алексей Алексеевич Бобцов, а сам мегафакультет включил в себя три новых факультета. Некоторые кафедры других факультетов (например, ИКВО) были расформированы или переведены на МФКТиУ приказом ректора. Такое решение было принято на основе данных поступления и количественного перекоса учащихся: факультет КТиУ в 2015 году был самым востребованным у абитуриентов, на него было принято около 500 студентов, что составило 34,7 % бюджетного и 28,7 % контрактного приёма. А всего на факультете в 2015-м числилось 2200 студентов очной формы и более 300 сотрудников.
В 2016—2017 годах были окончательно сформированы ещё три крупных направления. Директором мегафакультета биотехнологий и низкотемпературных систем стал академик Международного института холода Игорь Владимирович Баранов, директором мегафакультета трансляционных информационных технологий — инженер-математик Александр Валерьевич Бухановский. Как пример оперативного реагирования на запрос рынка: на его мегафакультете открыли магистерские программы, связанных с блокчейном и финансовыми компьютерными технологиями, также сотрудники участвуют в разработке светового дизайна городской среды Петербурга. А Бугров Владислав Евгеньевич возглавил мегафакультета фотоники, известный достижениями в области квантовых коммуникаций.

## Факультеты

### Мегафакультет компьютерных технологий и управления
Мегафакультет был создан на основе одноимённого факультета, образованного в 1991 году на базе факультета точной механики и вычислительной техники. Специалистов по счётно-решающим приборам в ЛИТМО начали готовить уже в конце 1930-х годов.
На МФКТиУ готовят специалистов в области вычислительной техники, программного обеспечения, автоматики и телемеханики, процессов управления и электромеханики, защиты информации, нейротехнологий и программирования. Мегафакультет сотрудничает и ведёт обмен студентами с зарубежными университетами: Калифорнийский университет в Лос-Анджелесе (США), Пекинский политехнический университет (Китай), Варшавский политехнический университет (Польша), Технический университет Эйндховена (Нидерланды), Хельсинкский институт информационных технологий (Финляндия).
Факультеты, которые входят в меганаправление:
1. Факультет систем управления и робототехники — декан Пыркин Антон Александрович, находится на Кронверкском проспекте, 49
2. Факультет программной инженерии и компьютерной техники — декан Кустарёв Павел Валерьевич, находится там же
3. Факультет безопасности информационных технологий — декан Заколдаев Данил Анатольевич, находится на улице Ломоносова, 9

### Физико-Технический мегафакультет
1. Факультет лазерной и световой инженерии — образован в 2015 году на базе инженерно-физического (ИФФ) и факультета оптико-информационных систем и технологий (ФОИСТ).
История ИФФ длится с 1946-го — он был создан по инициативе президента Академии Наук СССР Сергея Вавилова и таких крупных физиков, как Сергея Фриша, Михаила Ельяшевича и Бориса Степанова и других. Все они впоследствии принимали активное участие в работе факультета. На факультете готовили специалистов в области физической оптики, электроники, рентгенографии и ядерной физики. За время существования факультета состоялось шесть выпусков, после чего его закрыли, а кафедры перевели на существовавшие в то время оптический и радиотехнический факультеты. В 1963 году на радиотехническом факультете была открыта кафедра квантовой радиоэлектроники, на базе которой в 1975-м возродили ИФФ, объединив с кафедрой теплофизики (при возникновении в 1965-м она называлась кафедра тепловых и контрольно-измерительных приборов). ИФФ проработал до мая 2015-го, когда в рамках Проекта 5-100 был объединён с ФОИСТ.
История ФОИСТ начинается в 1930-м, когда был основан оптический (оптико-механический) факультет, с 1998-го он стал называться факультет оптико-информационных систем и технологий, когда на него перешли три кафедры инженерно-физического факультета. ФОИСТ готовил специалистов в области управления оптико-информационными технологиями, методами и приборами, которые применяются от медицины, экологии и метрологии до обороны, охраны и космических исследований.
2. Факультет фотоники и оптоинформатики — создан в 2002 году по инициативе Учёного совета университета и Оптического института имени Вавилова. Деканат факультета расположен на Кронверкском проспекте, декан — Козлов Сергей Аркадьевич.
3. Физический факультет — основан на базе международного научно-исследовательского центра нанофотоники и метаматериалов, сформированного на средства мегагранта, организованы лаборатории, включающие Безэховую камеру, многофункциональную зондовую установку, установку многофотонной литографии, сканирующий ближнепольный микроскоп и другое.

### Мегафакультет трансляционных информационных технологий

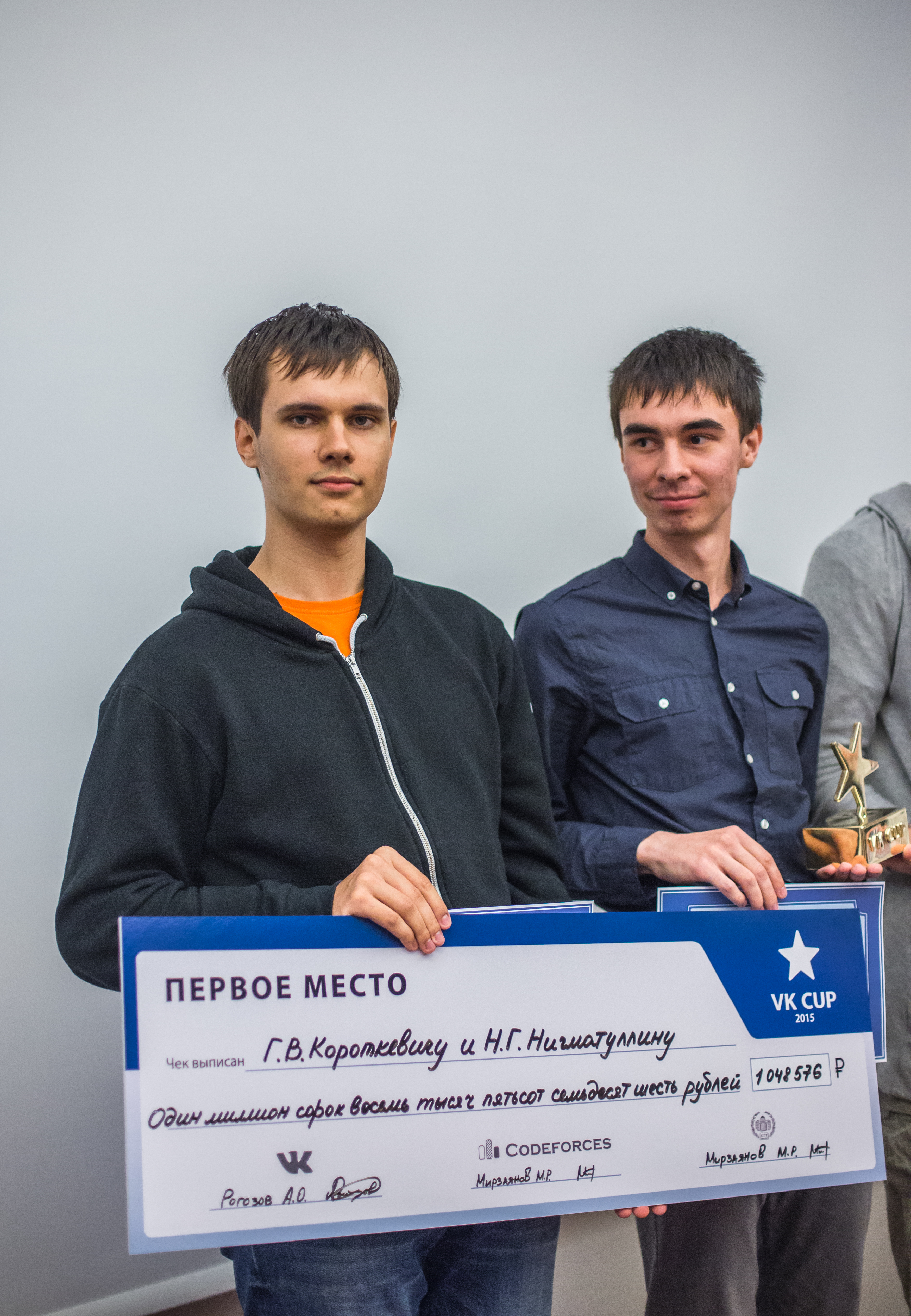
Победители VK Cup — Геннадий Короткевич и Нияз Нигматуллин, 2015 год

1. Факультет информационных технологий и программирования — выделился в 2000 году из факультета компьютерных технологий и управления (1991). Деканат находится на Кронверкском проспекте, бессменный декан — Парфёнов Владимир Глебович[42]. ФИТиП и его преподавателям присуждались премия Президента РФ и премия Правительства РФ в области образования: за создание сети RUNNet (в 2000 году)[42], за создание системы Всероссийских и Международных олимпиад по информатике и программированию и достигнутые в олимпиадах успехи (в 2003)[43], за создание инновационной системы подготовки высококвалифицированных программистских кадров, базирующейся на использовании проектного и соревновательного подходов (в 2008). Студенты факультета несколько раз (в 1996, 2001, 2003, 2004, 2007, 2010, 2011, 2013 и 2014 годах) становились чемпионами России по программированию, трижды (в 2000, 2005 и 2006 годах) — вице-чемпионами[44], и семь раз (2004, 2008, 2009, 2012, 2013, 2015 и 2017) — абсолютными чемпионами мира и Европы конкурса ACM-ICPC[43].
2. Факультет инфокоммуникационных технологий — был создан в 2010 году под названием факультет телекоммуникационных систем, а в декабре 2011-го решением Учёного совета получил современное наименование[45]. Декан — Хоружников Сергей Эдуардович, деканат находится на Кронверкском проспекте[46].
3. Институт трансляционной медицины — был создан в конце 2014 года в рамках Проекта 5-100 совместного с Медицинским исследовательским центром имени Алмазова (СЗФМИЦ) подразделения — Институт трансляционной медицины. Основные направления проектов: биоинформатика и IT-медицина, медицинское приборостроение, наноматериалы в биологии и медицине, биомеханика и биофизика, науки о жизни и здоровье, лучевая медицина и биофотоника и другое[47]. Декан института — Конради Александра Олеговна, заместитель директора по научной работе СЗФМИЦ. Высший наблюдательный орган — Координационный совет, возглавляемый директором СЗФМИЦ Евгением Владимировичем Шляхто и ректором ИТМО Владимиром Николаевичем Васильевым[48].
4. Институт дизайна и урбанистики — образован в сентябре 2013 года как магистерская программа «Дизайн городских экосистем» на базе межвузовского студенческого бизнес-инкубатора «QD» и кафедры технологического предпринимательства. Инициатива создания программы принадлежит урбанисту и организатору фестиваля городских инициатив «Сделай сам» Михаилу Климовскому[49]. Первый набор составил 20 человек[50], куратором курса был назначен голландский урбанист и основатель студии «MLA+» Маркус Аппенцеллер[51]. Предполагается, что в каждые два года у программы будет новый куратор с опытом работы над масштабными международными проектами[52]. Кроме преподавателей в работе участвуют тьюторы, которые помогают учащимся и создают образовательные направления внутри программы[51], привлечены западные специалисты — эксперты по городской социологии и антропологии, географии, архитектуре, дизайну среды и градостроительству, такие как сотрудники Делфтского и Массачусетского университетов, представили исследовательских центров и бюро России, США и Европы[49]. Занятия проводятся в очной форме[49], программа основана на практическом подходе и подразумевает создание студентами кейсов — реальных проектов разной степени сложности, исполнение которых может занять и больше года[52]. Среди проектов института — «Урбанистическое исследование Кронштадта», представляющий собой план развития города до 2030 года. Проект был представлен администрации Кронштадтского района Петербурга[53], РБК отмечали, что для осуществления планировалось привлечь инвесторов[50]. В июле 2014-го студенты установили арт-объекты на набережной Обводного канала: проволочные чайка и скамейка, табличка «Спустить якоря». Цель установки — обратить внимание горожан на непопулярные общественные пространства[54]. В 2015 и 2017 году в Петербурге проходил международный форум пространственного развития, организаторами которого выступили Правительство Петербурга и Институт дизайна и урбанистики[55][56].
5. Институт финансовых кибертехнологий — кафедра мегафакультета, создана в 2017 году в рамках направления Финтех при поддержке Международного банковского института. На факультете готовят специалистов BigData, ориентированных на финансовую и банковскую сферу. Завкафедрой — Сигова Мария Викторовна, ректор Банковского института[57].

### Мегафакультет биотехнологий и низкотемпературных систем

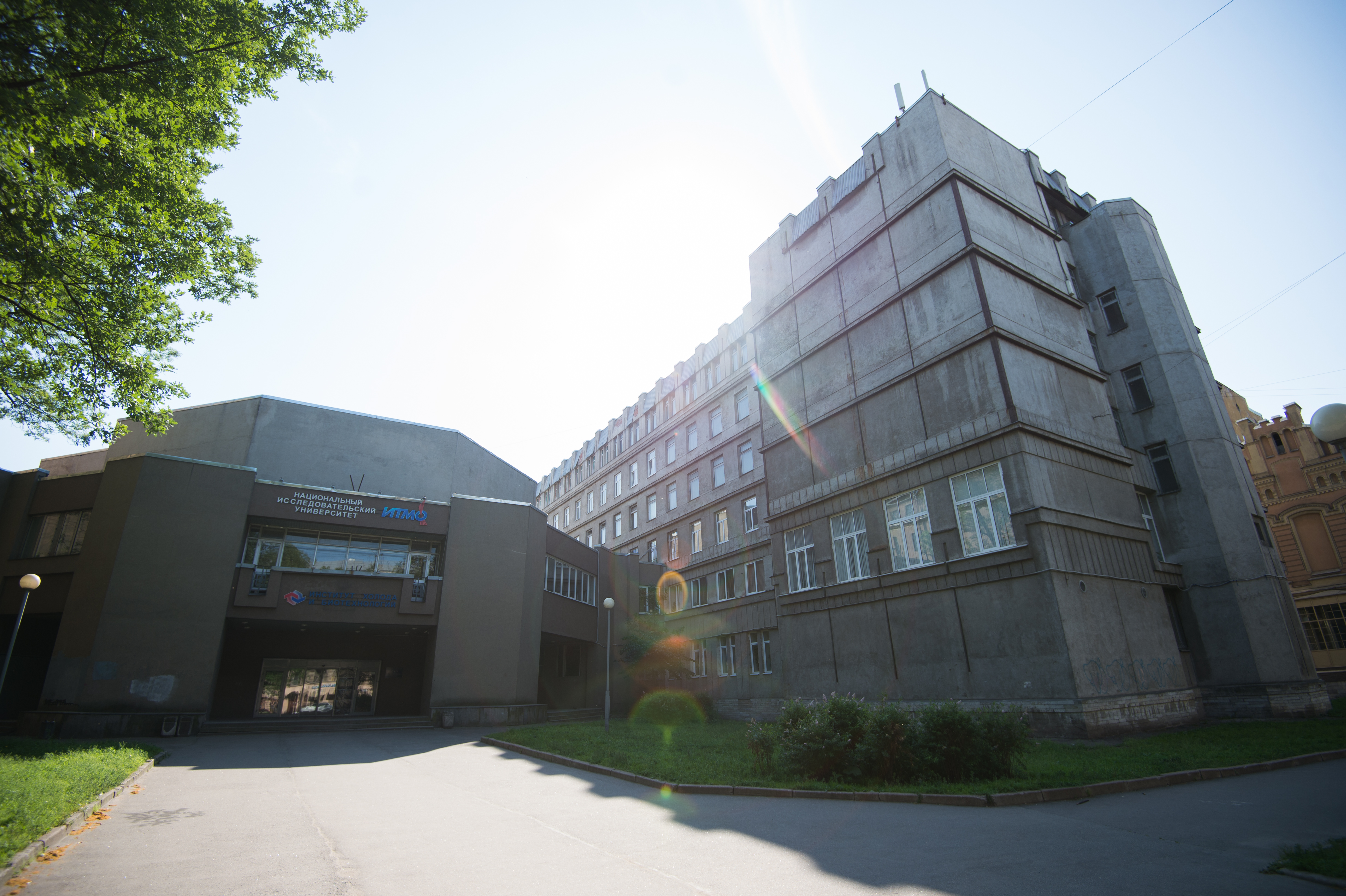
Здание бывшего «Холодильника», улица Ломоносова, 2014 год

1. Факультет низкотемпературной энергетики — создан в 2015 году в результате объединения двух факультетов Института холода и биотехнологий — криогенной техники и кондиционирования и факультета холодильной техники (этот факультет существовал с 1931 года, с первых дней работы Ленинградского института холодильной промышленности). Факультет выпускает проектировщиков, менеджеров, конструкторов в области вентиляции, кондиционирования, холодоснабжения и криогенной техники. Декан факультета — Никитин Андрей Алексеевич. Выпускники факультета создали системы кондиционирования резиденции Константиновский дворец, Олимпийских объектов в Сочи: Дворец спорта «Большой», Дворец зимнего спорта «Айсберг», санно-бобслейная трасса с искусственным охлаждением)[58]
2. Факультет пищевых биотехнологий и инженерии — второй факультет, созданный в 2015 году (его предшественник — в 2011-м) на основе Института холода и биотехнологий. Готовит специалистов в промышленной теплоэнергетике, умеющих работать с технологичным оборудованием пищевого производства[59]. Декан факультета — Волкова Ольга Владимировна.
3. Химико-биологический кластер — создан в 2017 году под руководством кандидатов химических наук Алексадра Виноградова совместно с братом-близнецом Владимиром. В кластере объединены научно-исследовательские лаборатории по химии, химического инжиниринга, молекулярной биологии и биотехнологии. Лаборатория «Растворная химия передовых материалов и технологий» занимается гибридными материалами и наноматериалами в области биомедицины[60]. Например, учёные лаборатории нашли новый способ восстановить (ренатурировать) структуру белка после химической денатурации. Этот метод проще существующих и работает на широкой группе белков, полезен в том числе для продления срока хранения лекарств[61]. Из других разработок — препарат для расщепления тромбов на основе магнитноуправляемых ферментов. Препарат вводится в организм, а потом с помощью магнитного поля локализуется в месте образования тромба, за счёт чего действует в четыре тысячи раз эффективнее, чем аналоги[62].

### Самостоятельные факультеты

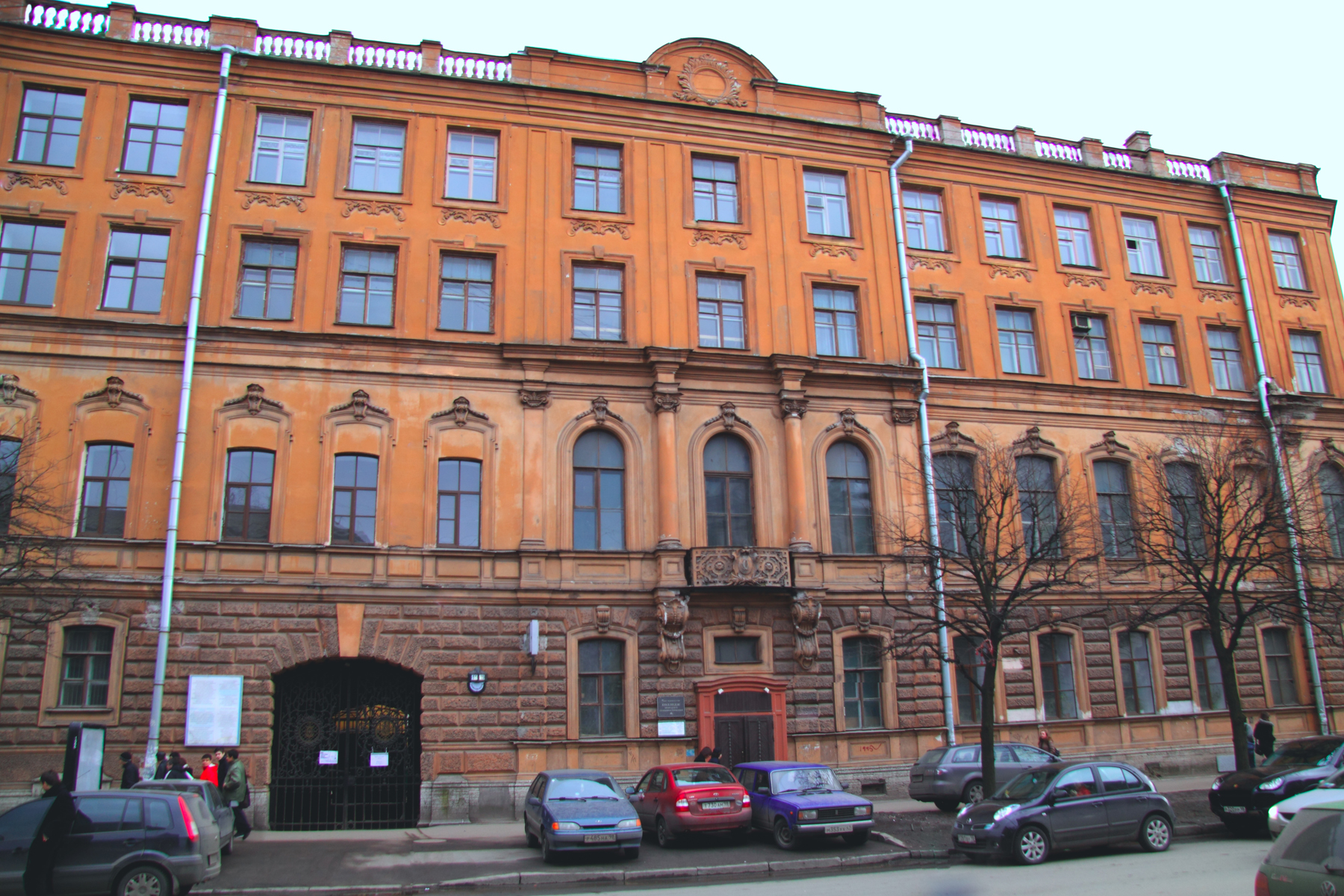
Учебный корпус на улице Чайковского, 2009 год

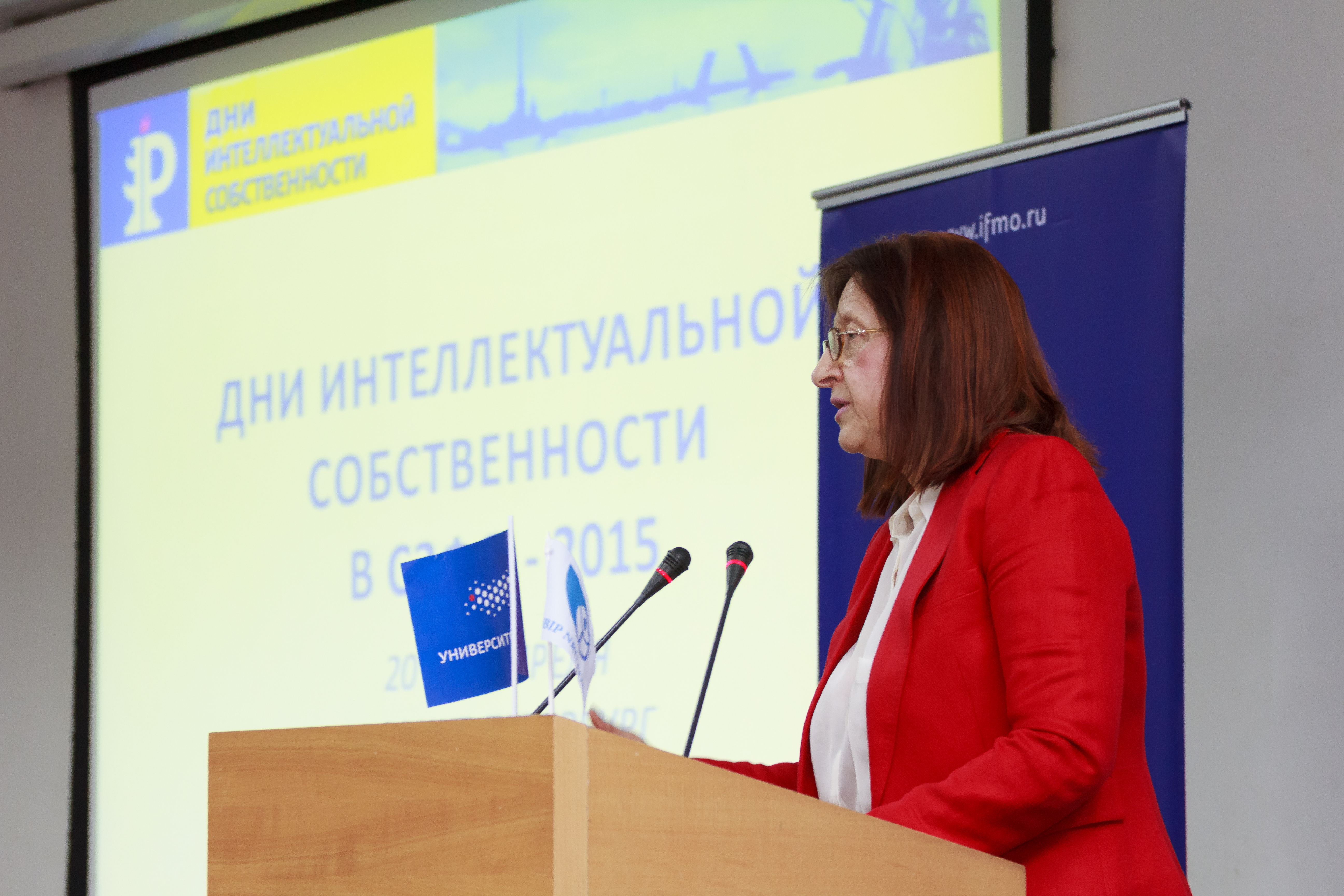
Дни интеллектуальной собственности на факультете ИМБИП, Алексеева Ольга Ленаровна — заместитель директора ФГУ ФИПС, 2014 год

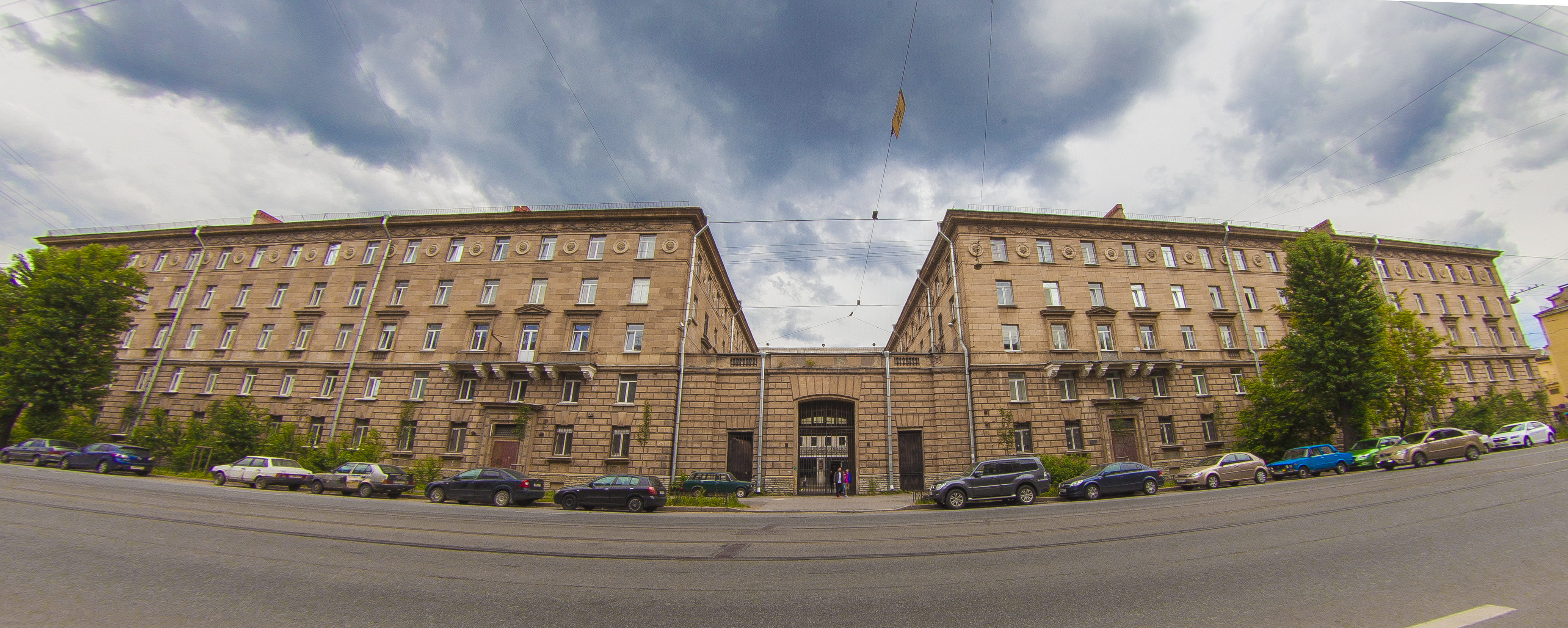
Студенческий комплекс в Вяземском переулке, 2014 год

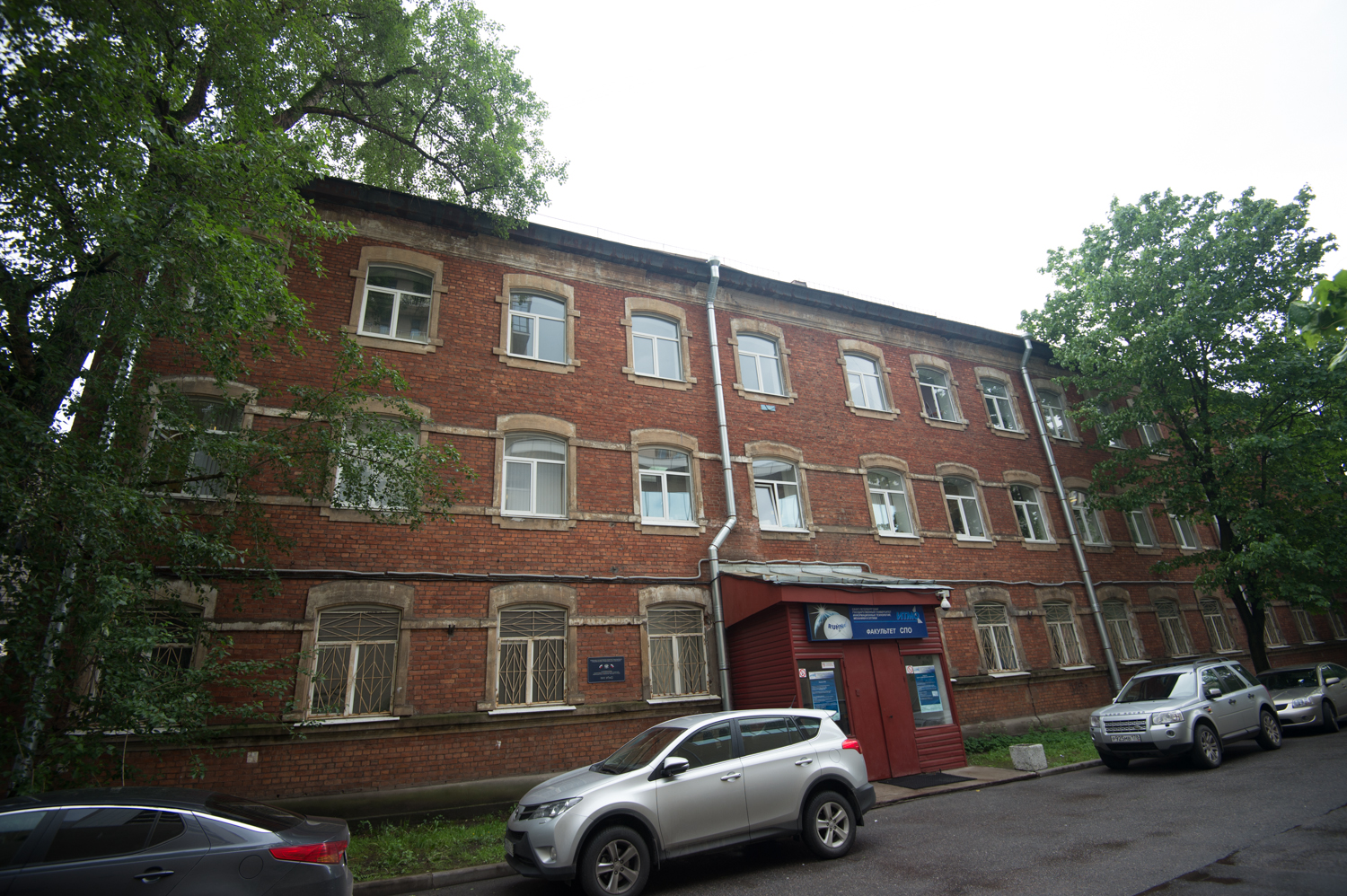
Учебное здание на Песочной набережной, 2014 год

1. Факультет технологического менеджмента и инноваций — создан в феврале 2015 года в рамках Проекта 5-100 на базе трёх ранее действующих факультетов: гуманитарного (организованного в 1991 году как общеобразовательный) факультета экономики и экономического менеджмента Института холода и биотехнологий, а также магистерского корпоративного факультета. Факультет готовит менеджеров в сфере высоких технологий и инноваций, кафедры специализируются на стратегическом, производственном менеджменте, трансфере технологий и управлении инновациями. Декан факультета — Яныкина Нина Олеговна, деканат расположен на улице Чайковского.
2. Факультет «Институт международного бизнеса и права» — создан в 2003 году, с 2007-го входит в структуру Университета ИТМО как факультет. Декан факультета — Богданова Елена Леонардовна, деканат находится на Хрустальной улице.
В начале своей деятельности ИМБИП готовил сотрудников крупных российских и зарубежных компаний Федеральной таможенной службы России по направлениям внешнеэкономической деятельности и таможенного администрирования, затем были открыты программы по экономике, менеджменту и инновациям. В настоящий момент факультет готовит управленческие кадры в области бизнеса и экономики. С 2008 года ИМБИП является опорной организацией Роспатента. ИМБИП сотрудничает со Всемирной организацией интеллектуальной собственности (ВОИС) и Европейской экономической комиссией ООН. В 2008 году ВОИС открыла на базе факультета российскую Летнюю Школу Академии ВОИС. А с 2012 года ИМБИП работает как базовый Центр поддержки технологий и инноваций Роспатента (ЦПТИ), одна из деятельностей центра — проведение «Дней интеллектуальной собственности в Северо-Западном федеральном округе» — ежегодного праздника 26 апреля ко Международному дню интеллектуальной собственности.
С 2010 года ИМБИП аккредитован Всемирной таможенной организацией (ВТамО), только этот факультет имеет право выдавать сертификат ВТамО в России. Благодаря сотрудничеству институт обеспечивает студентов стажировками в таможенных организациях том числе и за рубежом — в Хельсинки, Брюсселе, Женеве, Торонто. В 2011 году институт открыл научную секцию «Интеллектуальная собственность и инноватика» Дома учёных имени Горького, где решается реализация программ модернизации экономики и инновационного развития России.

3. Факультет методов и техники управления «Академия ЛИМТУ» — декан факультета Раяк Михаил Евгеньевич, деканат находится на улица Гастелло.
Академия методов и техники управления берёт начало от Ленинградского института повышения квалификации работников промышленности и городского хозяйства по методам и технике управления (ЛИМТУ), созданного Постановлением Совета Министров СССР № 700 от 28 августа 1969 года. ЛИМТУ готовил специалистов для МИНПРИБОРА, а также руководителей городских служб Ленинграда. В 1991-м институт стал первым среди образовательных учреждений городе, перешедших на полный хозрасчёт и стал обеспечивать своё существование и развитие за счёт коммерческой деятельности. Развитию ЛИМТУ поспособствовало активное внедрению компьютерной техники в производство, появился запрос на повышение квалификации рабочих: институт заключил договоры с IBM, Microsoft, Novell, Autodesk и другими it-компаниями. Институт занимался разработкой государственных требований подготовки в своей области и составлял учебно-методическую документацию государственного уровня.
С 1993 года ЛИМТУ начал сотрудничать с Комитетом занятости Правительства Петербурга (до 2008 года комитет был департаментом), в рамках этой работы в двадцатилетний период с 1993 по 2013 год академия переподготовила на другие профессии 6416 безработных граждан и 1248 офицеров, уволенных в запас. Также ЛИМТУ работал с Комитетом по труду и социальной защите Правительства Петербурга и разработал пособия системы дистанционного обучения и проверки знаний по охране труда. По заказам городских предприятий — «Ленгипротранс», «Ленинградский металлический завод», «Балтийский завод», «Талосто-мороженое» и других — с 2005 по 2014 год было обучено свыше 3000 человек
В октябре 2006-го институт стал структурным подразделением ИТМО, сохранив договоры с компаниями и подписав новые с ZyXEL, D-Link. В 2012 Академия ЛИМТУ заключила договор с Университетом Франклина (США), студенты этой научно-образовательной программы получают сертификат американского университета.
4. Институт международного развития и партнерства — факультет открыли в 2014 году как центр международной деятельности университета. Декан факультета — Дарья Константиновна Козлова. В обязанности факультета входит расширение международных партнёрских связей и создание англоязычной среды в вузе. К факультету относится кафедра иностранных языков, образованная в апреле 2015-го после слияния соответствующих кафедр Университета ИТМО и Института холода и биотехнологий, кафедра русского языка как иностранного, которая участвует в Программе продвижения русского языка и образования на русском языке, реализуемой под руководством Совета по русскому языку при Правительстве России и Минобрнауки.
5. Факультет повышения квалификации преподавателей — был организован в ЛИТМО в 1969 году приказом Министерства высшего и среднего специального образования СССР от 04.07.67 № 433. Первоначально преподаватели проходили четырёхмесячные программы обучения по технологии приборостроения, вычислительной технике и приборам точной механики. В 1985 году для слушателей ФПКП был создан компьютерный класс, в студенческом общежитии оборудовали гостиницу. Приём слушателей факультета осуществлялся три раза в год, всего по плану 120 человек. ФПКП начал использовать дистанционное обучение. Каждому слушателю после составления индивидуального плана назначается тьютор из числа преподавателей университета. Слушатель проводит самоконтроль, получает консультации у тьютора, защита проходит в вузе, где он работает. Декан факультета Гатчин Юрий Арменакович, деканат расположен на Кронверкском проспекте.
6. Факультет подготовки кадров высшей квалификации — 
был создан в 2003 году на основе отдела международной аспирантуры и докторантуры (отдел МАиД). Первоначальное название было факультет послевузовского профессионального образования, а нынешнее он получил в 2013 году, в его состав вошёл отдел МАиД и созданный отдел по работе с диссертационными советами. Факультет взаимодействует с Высшей аттестанционной комиссией, занимается документацией соискателей учёной степени. Декан факультета — Скворцова Мария Владимировна.
7. Факультет среднего профессионального образования — ведёт свою историю с 1945 года, когда решением правительства СССР был создан Механический техникум № 1. Техникум несколько раз менял направление подготовки от приборостроения до современных информационных систем. В состав ИТМО техникум вошёл в 1998 году, по договорённости между новым руководителем и ректором ИТМО Васильевым В. Н., а в 2003-м решением Учёного совета был преобразован в факультет университета без смены преподавательского состава. В 2012 ФСПО получил представительство в международной ассоциации непрерывного инженерного образования — International Association for Continuing Engineering Education. На факультет можно было поступить после 9-го и 11-го класса но программа обучения была одна, поэтому в рамках академических часов читали дополнительных курс для тех, кто поступил после 11-го класса миновав первый курс с фундаментальной информатикой. В декабре 2018 года факультет не прошел государственную аккредитацию по причине отсутствия полосы препятствий, данный вопрос был актуален именно для факультета который рассматривался наряду с колледжами и потому в соответствии с утвержденными нормами должен был иметь полосу препятствий на спортивном стадионе, руководство факультета было уволено, и в соответствии с решением университета деканом был назначен Ошурок Эдуард Эдуардович, по совместительству преподаватель факультета и тренер WS, направление подготовки было изменено на 09.02.07, что способствовало дальнейшему развитию факультета. В мае 2020 года решением проректора Козловой Д. К., было дано 50 бюджетных мест для будущего набора на первый курс, так же решением проректора в сентябре 2020 года был назначен новый декан Зленко Андрей Николаевич, представлявший в то время направление волонтёрского движения университета. В 2022 году в связи с тем, что новое руководство не получило положительных отзывов университета в отношении стратегии развития факультета, сотрудники были сокращены, декан переведён на должность помощника руководителя отдела информационных систем одного из факультетов университета.
Базовые магистерские кафедры
В Университете ИТМО на начало 2018 года открыто 18 базовых магистерских кафедр (в период 2011—2013 их было всего пять) при высокотехнологичных организациях, ориентированные на проектно-конструкторскую, технологическую и научно-исследовательскую подготовку. Эти кафедры создаются решением Учёного совета университета и гендиректора компании-партнёра. Среди предприятий завод «Авангард», ЦНИИ «Электроприбор», «ЛОМО», ОКБ «Электроавтоматика имени Ефимова» и другие.

### Военная подготовка

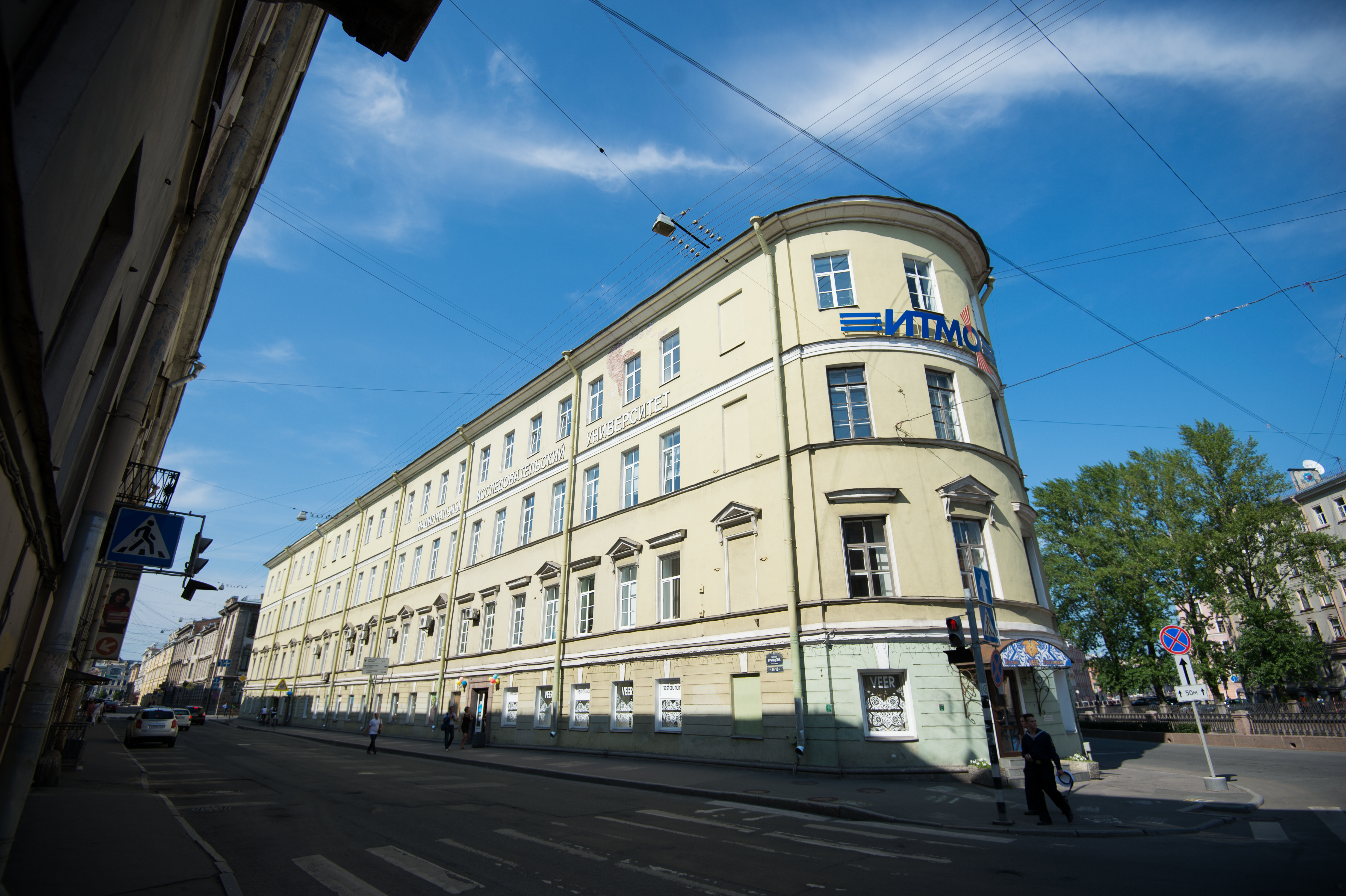
Учебный корпус в пер. Гривцова, 2014 год

Кафедра военной подготовки с 1930-го готовила офицеров запаса, которые разбирались в военно-химическом деле, артиллерии, знали топографию, тактику, стрелковое дело, звукометрию. В военное время это были специалисты по противовоздушной обороне, приборам управления баллистическими и крылатыми зенитными ракетами. С 1942 пр 1944 обучение не велось из-за эвакуации института, после возвращения его в Ленинград была образована ещё Военно-морская кафедра. На их базе в январе 1997 года был создан факультет военного обучения, позже — факультет «Институт комплексного военного образования». На факультете обучалось более 1250 студентов и работало более 60 сотрудников, 90 % педагогов имели опыт боевых дежурств. К обучению по некоторым специальностям допускались девушки, прошедшие специальный отбор. Выпускники выходили в звании лейтенанта. Специалистов обучали навыкам оценки возможных последствий информационных атак в ракетно-космических системах, авиационной технике, на подводных лодках и кораблях.
С 1996 года факультет по заказу Минобрнауки участвовал в научно-исследовательских работах «Манёвр» и «Воспитание», а в рамках НИОКР изучал устойчивость функционирования образовательных учреждений в чрезвычайных ситуациях. Факультет разработал методику адресного прогнозирования информационных угроз на основе динамики природной среды, её проверили и одобрили Минобороны, ВВС и ВМФ России, Генштаба ВС, Росавиакосмос и «Росэнергоатом».
Факультет расформировали конце 2015 года, оставив две кафедры, которые перешли в прямое подчинение ректору (проректору): военная и кафедра физического воспитания и валеологии.